# Grote dwergooruil
De grote dwergooruil (Otus gurneyi synoniem: Mimizuku gurneyi) is een kwetsbare soort uil die endemisch is in het zuiden van de Filipijnen.

## Kenmerken
Het mannetje wordt inclusief staart zo'n 30 tot 35 centimeter. Net als de andere soorten dwergooruilen heeft de grote dwergooruil gekuifde oren. Echter, in tegenstelling tot andere Otus-soorten is de uil vrij groot en heeft de hij een contrastrijk uiterlijk met roodbruine strepen en stippels. De bovendelen van de vogel zijn bruin of roodbruin. Het gezicht is roodbruin met twee vaalwitte strepen van het punt tussen de ogen en de snavel tot beide gekuifde oren, waardoor een V-vorm ontstaat. De soort heeft ook een soort een vaalwitte kraag.

## Verspreiding en leefgebied
De grote dwergooruil komt alleen op de eilanden Dinagat, Mindanao en Siargao voor. Deze uil is te vinden in primair en secundair regenwoud tot een hoogte van zo'n 1500 meter boven zeeniveau. Een enkele keer is deze soort ook te vinden in stukjes aangeplant bos. Overdag slaapt hij vaak dicht tegen een boomstam aan, waarbij de roodbruin gestreepte en stippelde veren voor zeer goede camouflage zorgen. Pas bij het aanbreken van de nacht wordt de uil actief en gaat hij op zoek naar voedsel.

## Voortplanting
Van deze soort zijn exemplaren met vergrote gonaden waargenomen in april en mei.

## Status
De grote dwergooruil heeft een beperkt verspreidingsgebied en daardoor is de kans op uitsterven aanwezig. De grootte van de populatie werd in 2013 door BirdLife International geschat op 3,5 tot 15 duizend individuen en de populatie-aantallen nemen af door habitatverlies. Het leefgebied wordt aangetast door ontbossing waarbij natuurlijk bos wordt omgezet in gebied voor agrarisch gebruik en menselijke bewoning. Om deze redenen staat deze soort als kwetsbaar op de Rode Lijst van de IUCN.